# Ecnomus nibbor
Ecnomus nibbor är en nattsländeart som beskrevs av Cartwright 1990. Ecnomus nibbor ingår i släktet Ecnomus och familjen trattnattsländor. Inga underarter finns listade i Catalogue of Life.